# Мазенод (Лесото)
Мазеноде (англ. Mazenod) — містечко на заході Лесото, що розташоване в районі Масеру. Місцева то розташоване на південний-схід від столиці країни Масеру. Населення у 2006 році становило 27 553 особи.
Тут розташований міжнародний аеропорт Мошвешве I. У місті базується футбольний клуб «Мазенод Сволловз».